# Inmigración neerlandesa en Brasil
La inmigración neerlandesa en Brasil fue la migración que se produjo en los siglos XIX y XX, de personas provenientes de los Países Bajos hacia varias regiones de Brasil. A pesar de que la inmigración neerlandesa ha sido menos significativa que la de otros grupos de inmigrantes, los neerlandeses formaron cooperativas y empresas agrícolas en todas las regiones donde se asentaron, contribuyendo así al desarrollo de la economía brasileña.

## El comienzo de la inmigración

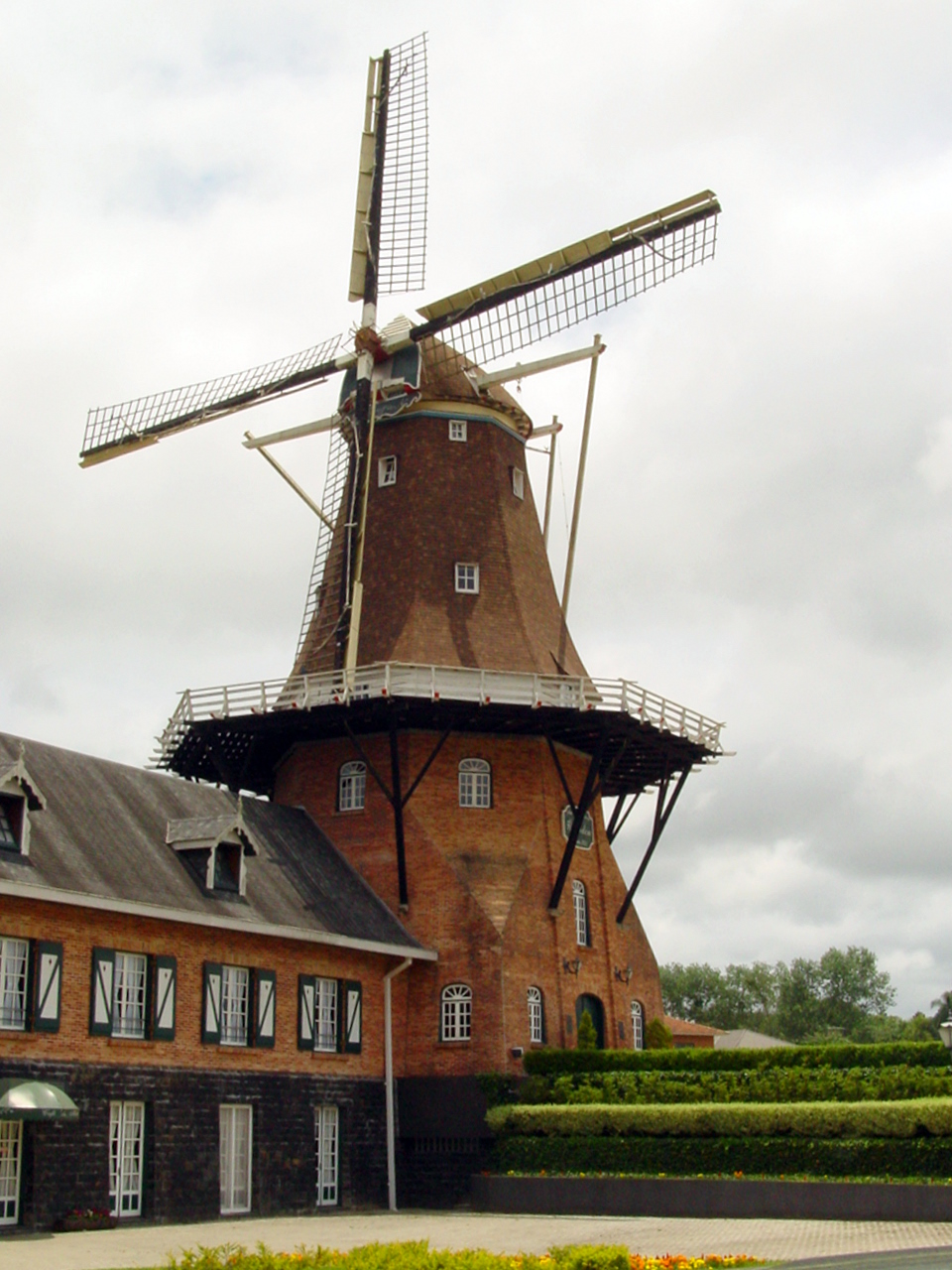
La inmigración neerlandesa en Brasil ha dejado huellas notables como en el caso de la arquitectura de algunas localidades como Castro, en el estado de Paraná.

La inmigración neerlandesa en Brasil comenzó en 1858 con la llegada de los primeros inmigrantes de los Países Bajos a Brasil, de la provincia de Zelanda, que en 1860 fundaron la colonia neerlandesa en Espírito Santo. Los inmigrantes formaron una compañía con el objetivo de vender los bienes producidos. Sin embargo, los bienes producidos se utilizarían solo para el autoconsumo, debido a las dificultades encontradas por los inmigrantes, impidiendo la expansión de la colonia.

## El auge de la inmigración
El auge de la inmigración neerlandesa se produjo entre 1899 y 1940, cuando alrededor de 8200 neerlandeses emigraron a Brasil. El gobierno brasileño inició un proyecto de colonización para la instalación de los inmigrantes europeos. En 1908, los inmigrantes de los Países Bajos, de la provincia de Holanda Meridional, establecieron la colonia de Gonçalves Júnior en Paraná. Los inmigrantes neerlandeses encontraron varias dificultades, como los bosques densos, epidemias, plagas de langostas, cerdos y ratas, lo que llevó a la dispersión de la colonia.
En 1911, un grupo de 450 inmigrantes de la provincia neerlandesa de Holanda Meridional, incluyendo pobladores de Gonçalves Jr., se establecieron en Carambeí. Los inmigrantes neerlandeses fundaron en el año 1925 la Sociedad Cooperativa Hollandeza de Productos Lácteos Batavo, la primera cooperativa lechera en Brasil, reconocida nacionalmente como Batavo desde 1941 y es considerada un modelo ejemplar. La Cooperativa Batavo, junto a la Cooperativa Castrolanda y Cooperativa Agrícola Arapoti, formaron la cooperativa lechera central de Paraná, también se encuentra en Carambeí y responsable de una de las principales producciones de leche en Brasil.

## La segunda fase de la inmigración
La segunda fase de la inmigración neerlandesa se produjo entre 1946 y 1976, cuando 6.098 neerlandeses emigraron a Brasil.
La devastación causada por la Segunda Guerra Mundial significó que el gobierno de los Países Bajos estimularan la emigración hacia Australia, Brasil, Canadá y Francia. Estos inmigrantes trajeron consigo maquinaria, como tractores, máquinas agrícolas y cabezas de ganado.
Un grupo de alrededor de 500 inmigrantes provenientes de los Países Bajos, de la provincia de Brabante Septentrional, emigró a Brasil y se establecieron en la antigua granja en São Paulo de Ribeirão. Allí, los inmigrantes neerlandeses fundan el 14 de julio de 1948 la colonia Holambra I y la Cooperativa Agro Ganadera Holambra. En 1951 se inicia el cultivo de flores, expandido entre 1958 y 1965. En 1989 se instala Veiling Holambra, el centro comercial más grande de plantas y flores en Brasil. Holambra, reconocida nacionalmente como la "ciudad de las flores", es el mayor productor y exportador de la floricultura de Brasil.
En 1960, un nuevo grupo de inmigrantes neerlandeses junto a colonos de Castrolanda y Carambeí se establecieron en Arapoti, Paraná. Allí fundaron la Cooperativa Agrícola Arapoti (Capal), cuya principal actividad económica es el cerdo.

## El descenso de la inmigración
La inmigración neerlandesa en Brasil continúa, pero con menos fuerza que antes, cuando fue alentada y apoyada por el Gobierno.
La situación económica de Brasil entre los años 1980 y principios de 2000 también contribuyó a la disminución de la inmigración neerlandesa en Brasil.